# San José de Copán (kommun)
San José de Copán är en kommun i Honduras.   Den ligger i departementet Departamento de Copán, i den västra delen av landet, 190 km nordväst om huvudstaden Tegucigalpa. Antalet invånare är 5 255.